# Масса, Серхио
Серхио Томас Масса (исп. Sergio Tomas Massa; род. 28 апреля 1972, Буэнос-Айрес, Аргентина) — аргентинский политический деятель, председатель Палаты депутатов Аргентины в 2019—2022 годах, министр экономики (2022—2023).
Бывший член партии юстициалистов, в 2013 году основал новую политическую партию «Фронт Обновления». Будучи лидером коалиции «Объединённые ради новой альтернативы», Масса баллотировался на пост президента в 2015 году, заняв третье место в первом туре голосования с 21 % голосов. Восемь лет спустя, в 2023 году, он во второй раз баллотировался на пост президента в составе правящей коалиции «Союз ради Родины» в октябре 2023 года, проиграв во втором туре выборов в ноябре политику-либертарианцу Хавьеру Милею с отрывом почти в 12 %.